# Pterocactus hickenii
Pterocactus hickenii är en kaktusväxtart som beskrevs av Nathaniel Lord Britton och Joseph Nelson Rose. Pterocactus hickenii ingår i släktet Pterocactus och familjen kaktusväxter. Inga underarter finns listade i Catalogue of Life.

## Bildgalleri

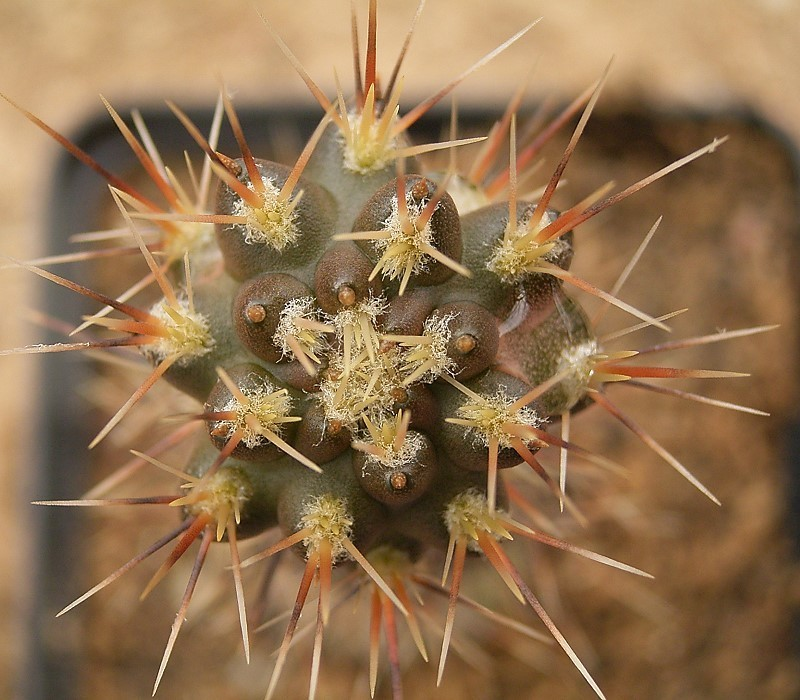
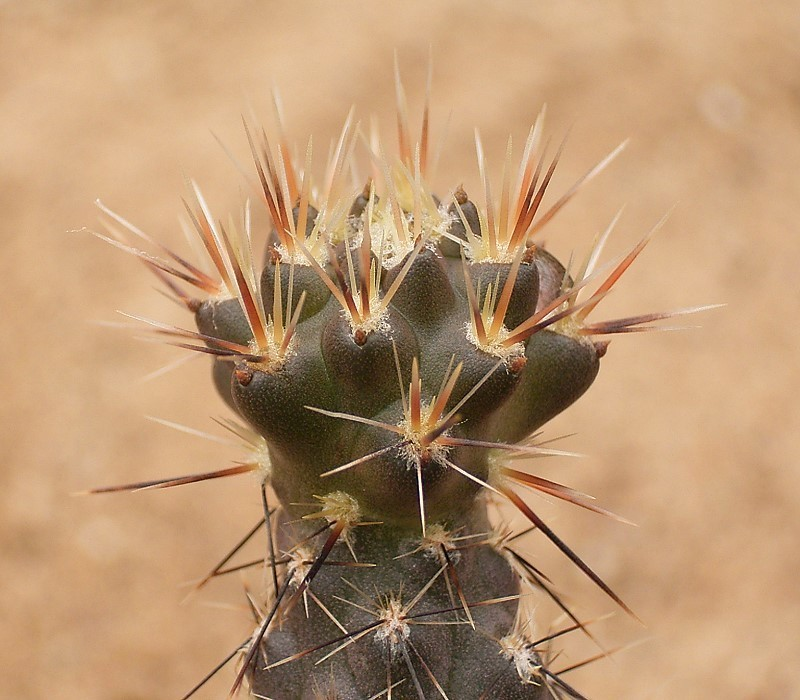
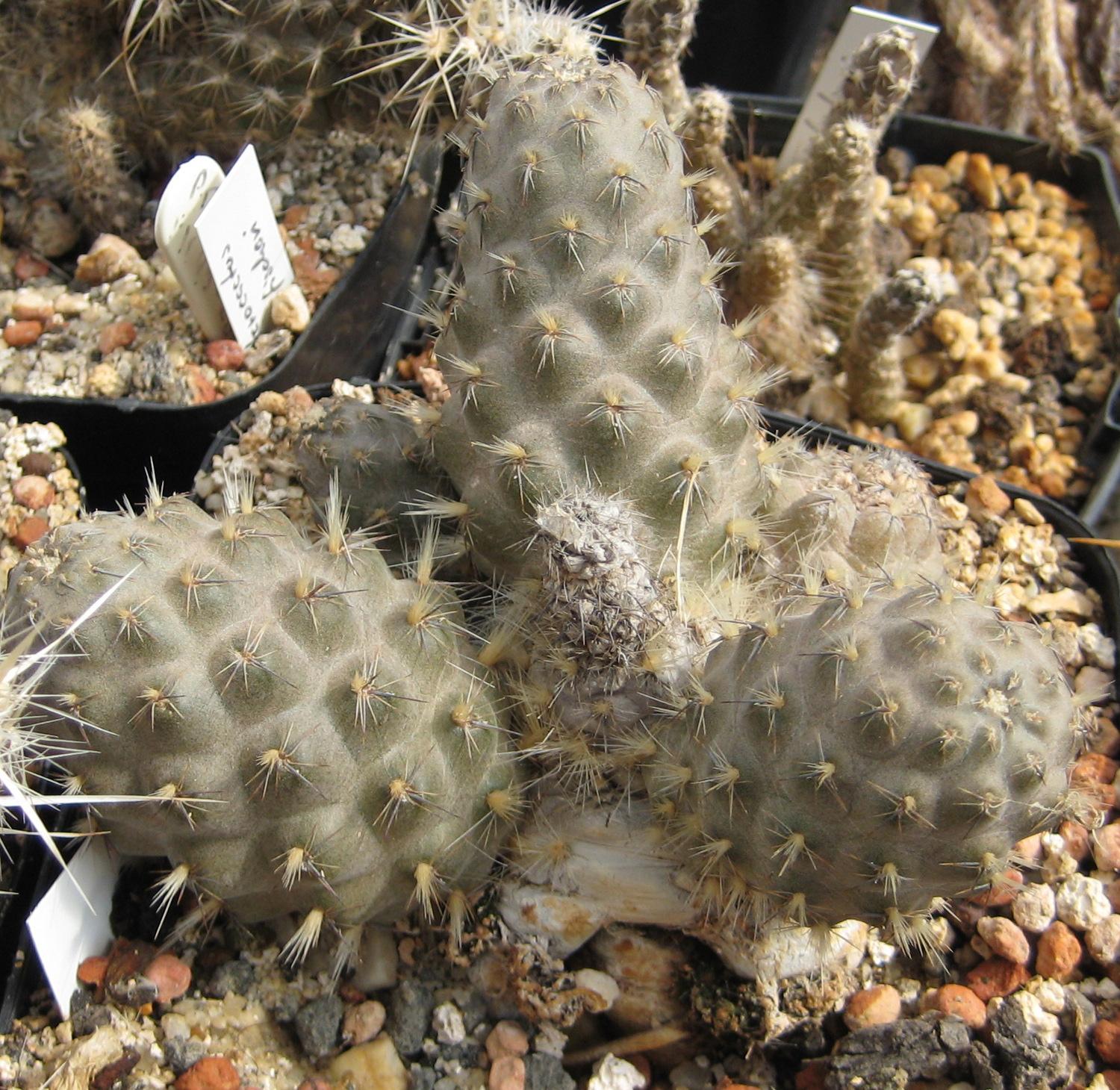
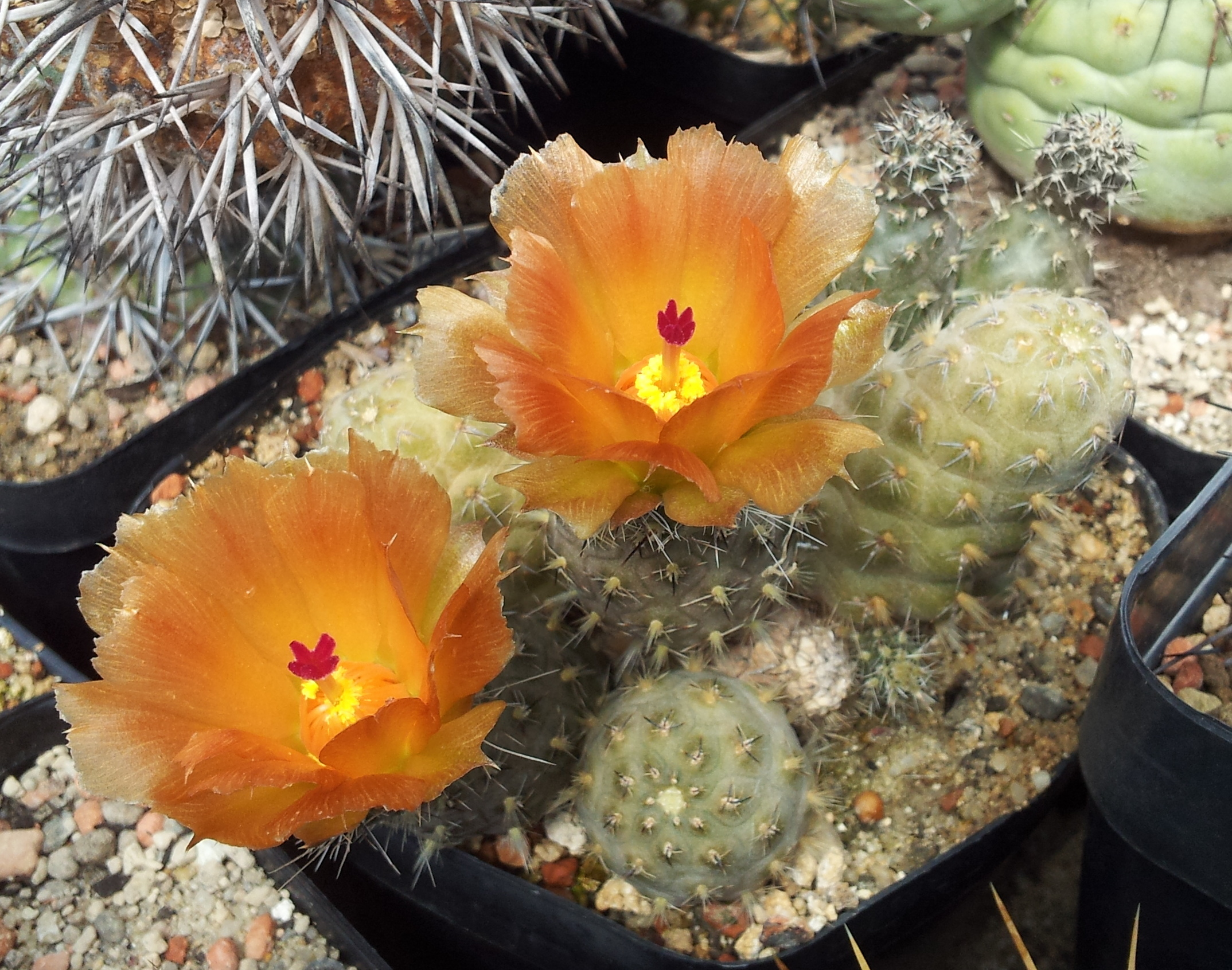